# Bethel Springs
Bethel Springs és una població dels Estats Units a l'estat de Tennessee. Segons el cens del 2000 tenia 763 habitants.

## Demografia
Segons el cens del 2000, Bethel Springs tenia 763 habitants, 317 habitatges, i 219 famílies. La densitat de població era de 133,3 habitants/km².
Dels 317 habitatges en un 30,9% hi vivien nens de menys de 18 anys, en un 54,3% hi vivien parelles casades, en un 12% dones solteres, i en un 30,6% no eren unitats familiars. En el 28,7% dels habitatges hi vivien persones soles el 14,5% de les quals corresponia a persones de 65 anys o més que vivien soles. El nombre mitjà de persones vivint en cada habitatge era de 2,41 i el nombre mitjà de persones que vivien en cada família era de 2,96.
Per edats la població es repartia de la següent manera: un 24,2% tenia menys de 18 anys, un 10,6% entre 18 i 24, un 22,9% entre 25 i 44, un 26,2% de 45 a 60 i un 16% 65 anys o més.
L'edat mediana era de 39 anys. Per cada 100 dones de 18 o més anys hi havia 84,7 homes.
La renda mediana per habitatge era de 27.500 $ i la renda mediana per família de 33.750 $. Els homes tenien una renda mediana de 26.500 $ mentre que les dones 19.792 $. La renda per capita de la població era de 14.402 $. Entorn del 12,8% de les famílies i el 14,7% de la població estaven per davall del llindar de pobresa.

## Poblacions més properes
El següent diagrama mostra les poblacions més properes.